# Partecipanti alla Milano-Sanremo 2022
Elenco dei partecipanti alla Milano-Sanremo 2022.
La Milano-Sanremo 2022 sarà la centotredicesima edizione della corsa. Alla competizione prendono parte 24 squadre, ciascuna delle quali composta da sette corridori, per un totale di 166 ciclisti, inizialmente sarebbero dovute essere 25 squadre in quanto anche la Gazprom-RusVelo era stata invitata, ma a seguito della decisione dell'Unione Ciclistica Internazionale di ritirare lo status di UCI Team ai team russi e bielorussi, la Gazprom-RusVelo, è esclusa dalla gara.

## Corridori per squadra
Nota: R ritirato, NP non partito, FT fuori tempo, SQ squalificato
| Trek-Segafredo                  | Trek-Segafredo                  | Trek-Segafredo                  | EF Education-EasyPost              | EF Education-EasyPost              | EF Education-EasyPost              | Quick-Step Alpha Vinyl Team | Quick-Step Alpha Vinyl Team | Quick-Step Alpha Vinyl Team |
| ------------------------------- | ------------------------------- | ------------------------------- | ---------------------------------- | ---------------------------------- | ---------------------------------- | --------------------------- | --------------------------- | --------------------------- |
| 1                               | Mads Pedersen                   | 6°                              | 91                                 | Alberto Bettiol                    | 131°                               | 181                         | Fabio Jakobsen              | 86°                         |
| 2                               | Gianluca Brambilla              | 31°                             | 92                                 | Owain Doull                        | 36°                                | 182                         | Andrea Bagioli              | 60°                         |
| 3                               | Tony Gallopin                   | 139°                            | 93                                 | Michael Valgren                    | 25°                                | 183                         | Rémi Cavagna                | 127°                        |
| 4                               | Alex Kirsch                     | 40°                             | 94                                 | Jonas Rutsch                       | 87°                                | 184                         | Mattia Cattaneo             | 104°                        |
| 5                               | Jacopo Mosca                    | 155°                            | 95                                 | Tom Scully                         | 132°                               | 185                         | Mikkel Frølich Honoré       | 38°                         |
| 6                               | Simon Pellaud                   | 133°                            | 96                                 | James Shaw                         | 135°                               | 186                         | Zdeněk Štybar               | 68°                         |
| 7                               | Toms Skujiņš                    | 88°                             | 97                                 | Julius van den Berg                | 147°                               | 187                         | Florian Sénéchal            | 14°                         |
| AG2R Citroën Team               | AG2R Citroën Team               | AG2R Citroën Team               | Eolo-Kometa Cycling Team           | Eolo-Kometa Cycling Team           | Eolo-Kometa Cycling Team           | Team Arkéa-Samsic           | Team Arkéa-Samsic           | Team Arkéa-Samsic           |
| 11                              | Greg Van Avermaet               | 35°                             | 101                                | Vincenzo Albanese                  | 11°                                | 191                         | Nacer Bouhanni              | 27°                         |
| 12                              | Benoît Cosnefroy                | 78°                             | 102                                | Davide Bais                        | 97°                                | 192                         | Maxime Bouet                | 64°                         |
| 13                              | Bob Jungels                     | 52°                             | 103                                | Francesco Gavazzi                  | 44°                                | 193                         | Romain Hardy                | 151°                        |
| 14                              | Mikaël Cherel                   | 119°                            | 104                                | Mirco Maestri                      | 84°                                | 194                         | Kévin Ledanois              | 121°                        |
| 15                              | Gijs Van Hoecke                 | 134°                            | 105                                | Samuele Rivi                       | 74°                                | 195                         | Laurent Pichon              | 76°                         |
| 16                              | Andrea Vendrame                 | 30°                             | 106                                | Diego Rosa                         | 46°                                | 196                         | Clément Russo               | 75°                         |
| 17                              | Lawrence Warbasse               | 79°                             | 107                                | Diego Sevilla                      | 65°                                | 197                         | Connor Swift                | 77°                         |
| Alpecin-Fenix                   | Alpecin-Fenix                   | Alpecin-Fenix                   | Groupama-FDJ                       | Groupama-FDJ                       | Groupama-FDJ                       | Team BikeExchange-Jayco     | Team BikeExchange-Jayco     | Team BikeExchange-Jayco     |
| 21                              | Mathieu van der Poel            | 3°                              | 111                                | Arnaud Démare                      | 10°                                | 201                         | Michael Matthews            | 4°                          |
| 22                              | Silvan Dillier                  | 102°                            | 112                                | Kevin Geniets                      | 107°                               | 202                         | Lawson Craddock             | 124°                        |
| 23                              | Michael Gogl                    | 112°                            | 113                                | Quentin Pacher                     | 20°                                | 203                         | Luke Durbridge              | 55°                         |
| 24                              | Stefano Oldani                  | 43°                             | 114                                | Ignatas Konovalovas                | R                                  | 204                         | Alexander Edmondson         | 67°                         |
| 25                              | Jasper Philipsen                | 66°                             | 115                                | Anthony Roux                       | 128°                               | 205                         | Alexander Konychev          | 114°                        |
| 26                              | Kristian Sbaragli               | 39°                             | 116                                | Miles Scotson                      | 149°                               | 206                         | Cameron Meyer               | 148°                        |
| 27                              | Robert Stannard                 | NP                              | 117                                | Clément Davy                       | 150°                               | 207                         | Luka Mezgec                 | 33°                         |
| Astana Qazaqstan Team           | Astana Qazaqstan Team           | Astana Qazaqstan Team           | Ineos Grenadiers                   | Ineos Grenadiers                   | Ineos Grenadiers                   | Team DSM                    | Team DSM                    | Team DSM                    |
| 31                              | Gianni Moscon                   | 101°                            | 121                                | Michał Kwiatkowski                 | 16°                                | 211                         | Chris Hamilton              | 62°                         |
| 32                              | Manuele Boaro                   | 73°                             | 122                                | Filippo Ganna                      | 51°                                | 212                         | Romain Combaud              | 122°                        |
| 33                              | Fabio Felline                   | 47°                             | 123                                | Ethan Hayter                       | 56°                                | 213                         | Søren Kragh Andersen        | 7°                          |
| 34                              | Leonardo Basso                  | 126°                            | 124                                | Thomas Pidcock                     | R                                  | 214                         | Andreas Leknessund          | 53°                         |
| 35                              | Evgenij Gidič                   | 94°                             | 125                                | Luke Rowe                          | 85°                                | 215                         | Joris Nieuwenhuis           | 63°                         |
| 36                              | Davide Martinelli               | 137°                            | 126                                | Ben Swift                          | 108°                               | 216                         | Martijn Tusveld             | 130°                        |
| 37                              | Artëm Zacharov                  | 117°                            | 127                                | Elia Viviani                       | 116°                               | 217                         | Kevin Vermaerke             | 159°                        |
| Bahrain Victorious              | Bahrain Victorious              | Bahrain Victorious              | Intermarché-Wanty-Gobert Matériaux | Intermarché-Wanty-Gobert Matériaux | Intermarché-Wanty-Gobert Matériaux | TotalEnergies               | TotalEnergies               | TotalEnergies               |
| 41                              | Phil Bauhaus                    | 136°                            | 131                                | Alexander Kristoff                 | 26°                                | 221                         | Peter Sagan                 | 92°                         |
| 42                              | Damiano Caruso                  | 15°                             | 132                                | Biniam Girmay                      | 12°                                | 222                         | Edvald Boasson Hagen        | 81°                         |
| 43                              | Jonathan Milan                  | 115°                            | 133                                | Andrea Pasqualon                   | 91°                                | 223                         | Maciej Bodnar               | 146°                        |
| 44                              | Matej Mohorič                   | 1°                              | 134                                | Lorenzo Rota                       | 19°                                | 224                         | Niccolò Bonifazio           | 49°                         |
| 45                              | Jasha Sütterlin                 | 70°                             | 135                                | Rein Taaramäe                      | 140°                               | 225                         | Daniel Oss                  | 42°                         |
| 46                              | Jan Tratnik                     | 9°                              | 136                                | Loïc Vliegen                       | 93°                                | 226                         | Julien Simon                | 138°                        |
| 47                              | Yukiya Arashiro                 | 111°                            | 137                                | Simone Petilli                     | 69°                                | 227                         | Anthony Turgis              | 2°                          |
| Bardiani-CSF-Faizanè            | Bardiani-CSF-Faizanè            | Bardiani-CSF-Faizanè            | Israel-Premier Tech                | Israel-Premier Tech                | Israel-Premier Tech                | UAE Team Emirates           | UAE Team Emirates           | UAE Team Emirates           |
| 51                              | Sacha Modolo                    | 106°                            | 141                                | Giacomo Nizzolo                    | 18°                                | 231                         | Tadej Pogačar               | 5°                          |
| 52                              | Luca Covili                     | 82°                             | 142                                | Matthias Brändle                   | 83°                                | 232                         | Alessandro Covi             | 72°                         |
| 53                              | Filippo Fiorelli                | 29°                             | 143                                | Alexander Cataford                 | 95°                                | 233                         | Davide Formolo              | R                           |
| 54                              | Davide Gabburo                  | 96°                             | 144                                | Alex Dowsett                       | 80°                                | 234                         | Ryan Gibbons                | 89°                         |
| 55                              | Omar El Gouzi                   | 120°                            | 145                                | Omer Goldstein                     | 48°                                | 235                         | Jan Polanc                  | 57°                         |
| 56                              | Alessandro Tonelli              | 67°                             | 146                                | Krists Neilands                    | 21°                                | 236                         | Oliviero Troia              | 118°                        |
| 57                              | Filippo Zana                    | 98°                             | 147                                | Rick Zabel                         | 71°                                | 237                         | Diego Ulissi                | 24°                         |
| Bora-Hansgrohe                  | Bora-Hansgrohe                  | Bora-Hansgrohe                  | Jumbo-Visma                        | Jumbo-Visma                        | Jumbo-Visma                        |                             |                             |                             |
| 61                              |                                 |                                 | 151                                | Wout Van Aert                      | 8°                                 |                             |                             |                             |
| 62                              | Giovanni Aleotti                | 105°                            | 152                                | Edoardo Affini                     | 154°                               |                             |                             |                             |
| 63                              | Cesare Benedetti                | 54°                             | 153                                | Christophe Laporte                 | 22°                                |                             |                             |                             |
| 64                              | Marco Haller                    | 50°                             | 154                                | Primož Roglič                      | 17°                                |                             |                             |                             |
| 65                              | Ryan Mullen                     | 143°                            | 155                                | Tosh Van Der Sande                 | 99°                                |                             |                             |                             |
| 66                              | Ide Schelling                   | R                               | 156                                | Jos van Emden                      | 158°                               |                             |                             |                             |
| 67                              | Danny van Poppel                | 141°                            | 157                                | Nathan Van Hooydonck               | 58°                                |                             |                             |                             |
| Cofidis                         | Cofidis                         | Cofidis                         | Lotto Soudal                       | Lotto Soudal                       | Lotto Soudal                       |                             |                             |                             |
| 71                              | Bryan Coquard                   | 37°                             | 161                                |                                    |                                    |                             |                             |                             |
| 72                              | Davide Cimolai                  | 157°                            | 162                                | Filippo Conca                      | 145°                               |                             |                             |                             |
| 73                              | Simone Consonni                 | 28°                             | 163                                | Frederik Frison                    | 90°                                |                             |                             |                             |
| 74                              | Simon Geschke                   | 32°                             | 164                                | Philippe Gilbert                   | 144°                               |                             |                             |                             |
| 75                              | Pierre-Luc Périchon             | 109°                            | 165                                | Roger Kluge                        | R                                  |                             |                             |                             |
| 76                              | Szymon Sajnok                   | 129°                            | 166                                | Maxim Van Gils                     | 34°                                |                             |                             |                             |
| 77                              | Davide Villella                 | 110°                            | 167                                | Florian Vermeersch                 | 125°                               |                             |                             |                             |
| Drone Hopper-Androni Giocattoli | Drone Hopper-Androni Giocattoli | Drone Hopper-Androni Giocattoli | Movistar Team                      | Movistar Team                      | Movistar Team                      |                             |                             |                             |
| 81                              | Didier Merchán                  | R                               | 171                                | Alex Aranburu                      | 13°                                |                             |                             |                             |
| 82                              | Eduard Michael Grosu            | 156°                            | 172                                | William Barta                      | 61°                                |                             |                             |                             |
| 83                              | Umberto Marengo                 | 153°                            | 173                                | Iñigo Elosegui                     | 100°                               |                             |                             |                             |
| 84                              | Jhonatan Restrepo               | 59°                             | 174                                | Iván García Cortina                | 23°                                |                             |                             |                             |
| 85                              | Filippo Tagliani                | 152°                            | 175                                | Abner González                     | 45°                                |                             |                             |                             |
| 86                              | Edoardo Zardini                 | 113°                            | 176                                | Max Kanter                         | 103°                               |                             |                             |                             |
| 87                              | Ricardo Zurita                  | 142°                            | 177                                | Gonzalo Serrano                    | 41°                                |                             |                             |                             |